# Diego Veronelli
Diego Veronelli (Buenos Aires, 5 dicembre 1979) è un ex tennista argentino.

## Carriera
In carriera ha raggiunto una finale di doppio, nel 2004 all'ATP Buenos Aires, in coppia con il connazionale Federico Browne. In singolare ha raggiunto la 165ª posizione della classifica ATP, mentre in doppio ha raggiunto il 171º posto.

## Statistiche

### Doppio

#### Finali perse (1)
| Numero | Anno             | Torneo                         | Superficie  | Compagno        | Avversari in finale           | Punteggio     |
| 1.     | 23 febbraio 2004 | ATP Buenos Aires, Buenos Aires | Terra rossa | Federico Browne | Lucas Arnold Ker Mariano Hood | 5-7, 7-6, 4-6 |